# Cantone di Istres
Il Cantone di Istres è una divisione amministrativa dell'arrondissement di Istres.
È stato costituito a seguito della riforma approvata con decreto del 18 febbraio 2014, che ha avuto attuazione dopo le elezioni dipartimentali del 2015.

## Composizione
Comprende i 3 comuni di:
- Fos-sur-Mer
- Istres
- Saint-Mitre-les-Remparts